# Algansea
Algansea is een geslacht van straalvinnige vissen uit de familie van eigenlijke karpers (Cyprinidae).

## Soorten
- Algansea amecae Pérez-Rodríguez, Pérez-Ponce de León, Domínguez-Domínguez & Doadrio, 2009
- Algansea aphanea Barbour & Miller, 1978
- Algansea avia Barbour & Miller, 1978
- Algansea barbata Álvarez & Cortés, 1964
- Algansea lacustris Steindachner, 1895
- Algansea monticola Barbour & Contreras-Balderas, 1968
- Algansea popoche (Jordan & Snyder, 1899)
- Algansea tincella (Valenciennes, 1844)